# Olympische Sommerspiele 2012/Rudern – Doppelzweier (Frauen)
Der Ruderwettbewerb im Doppelzweier der Frauen bei den  Olympischen Spielen 2012 in London wurde vom 30. Juli bis zum 3. August 2012 auf dem Dorney Lake ausgetragen. 20 Athletinnen in 10 Booten traten an. 
Die Ruderregatta, die über 2000 Meter ausgetragen wurde, begann mit zwei Vorläufen. Die beiden ersten Boote qualifizierten sich direkt für das Finale, die anderen mussten in den Hoffnungslauf. Hier qualifizierten sich die ersten zwei Boote für das Finale, die übrigen kamen in das B-Finale, in dem die Plätze 7 bis 10 ermittelt wurden.
Die jeweils qualifizierten Boote sind hellgrün unterlegt.

## Titelträger
| Olympiasieger | Neuseeland Besatzung: Georgina Evers-Swindell, Caroline Evers-Swindell | Peking 2008 |
| Weltmeister   | Vereinigtes Königreich Besatzung: Anna Watkins, Katherine Grainger     | Bled 2011   |

## Vorläufe
30. Juli 2012

### Vorlauf 1
| Platz | Boot           | Besatzung                         | Zeit (min) |
| ----- | -------------- | --------------------------------- | ---------- |
| 1     | Großbritannien | Anna Watkins, Katherine Grainger  | 6:44,33    |
| 2     | Neuseeland     | Fiona Paterson, Anna Reymer       | 6:49,44    |
| 3     | China          | Wang Min, Zhu Weiwei              | 6:50,64    |
| 4     | Niederlande    | Inge Janssen, Elisabeth Hogerwerf | 7:00,10    |
| 5     | Tschechien     | Lenka Antošová, Jitka Antošová    | 7:05,05    |

### Vorlauf 2
| Platz | Boot               | Besatzung                            | Zeit (min) |
| ----- | ------------------ | ------------------------------------ | ---------- |
| 1     | Australien         | Kim Crow, Brooke Pratley             | 6:48,80    |
| 2     | Polen              | Magdalena Fularczyk, Julia Michalska | 6:50,85    |
| 3     | Vereinigte Staaten | Margot Shumway, Sarah Trowbridge     | 6:55,25    |
| 4     | Deutschland        | Tina Manker, Stephanie Schiller      | 7:08,36    |
| 5     | Ukraine            | Hanna Krawtschenko, Olena Burjak     | 7:09,40    |

## Hoffnungslauf
31. Juli 2012
| Platz | Boot               | Besatzung                         | Zeit (min) |
| ----- | ------------------ | --------------------------------- | ---------- |
| 1     | China              | Wang Min, Zhu Weiwei              | 7:09,65    |
| 2     | Vereinigte Staaten | Margot Shumway, Sarah Trowbridge  | 7:10,37    |
| 3     | Tschechien         | Lenka Antošová, Jitka Antošová    | 7:11,68    |
| 4     | Deutschland        | Tina Manker, Stephanie Schiller   | 7:18,37    |
| 5     | Niederlande        | Inge Janssen, Elisabeth Hogerwerf | 7:19,80    |
| 6     | Ukraine            | Hanna Krawtschenko, Olena Burjak  | 7:23,02    |

## Finale

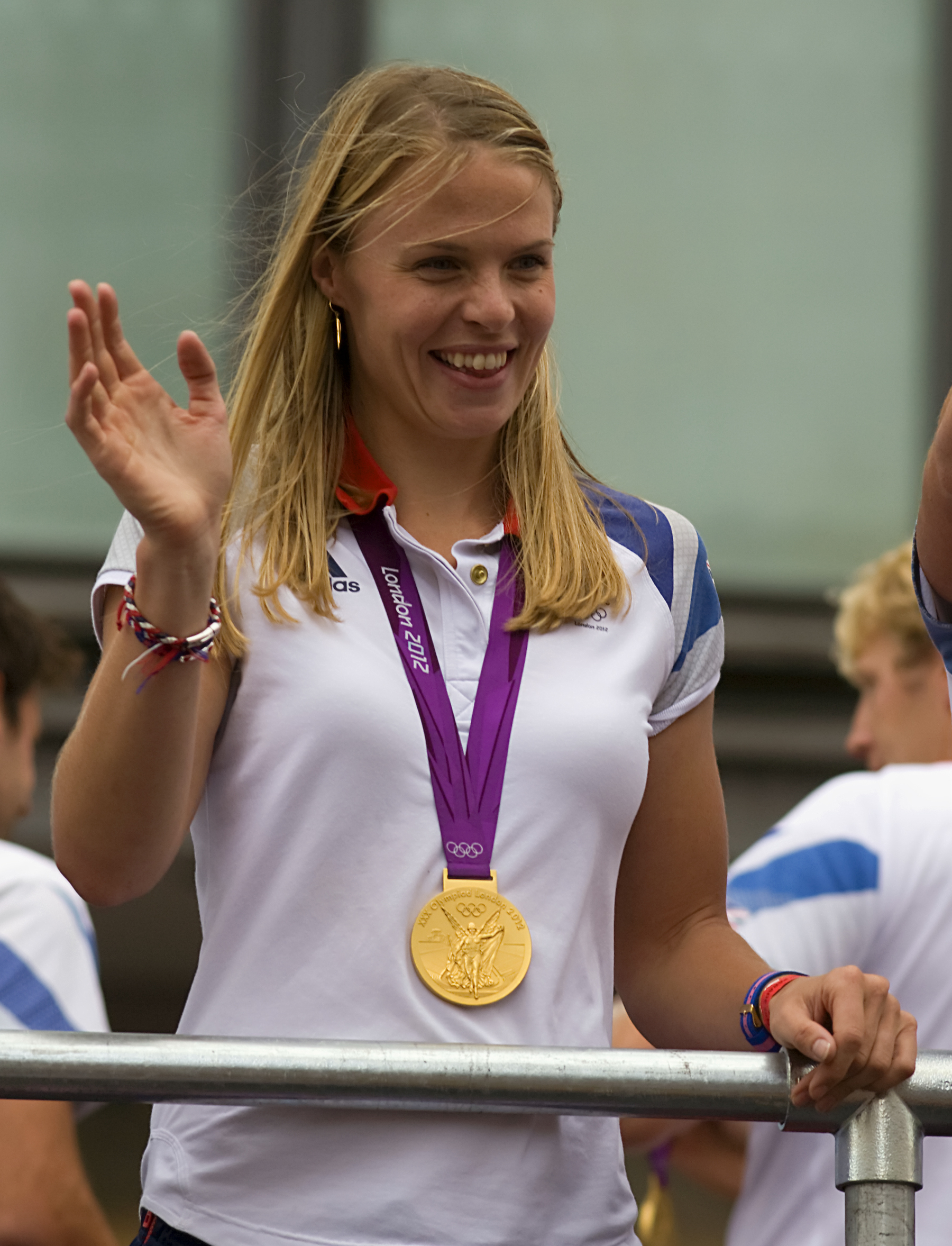
Die Olympiasiegerinnen Anna Watkins …

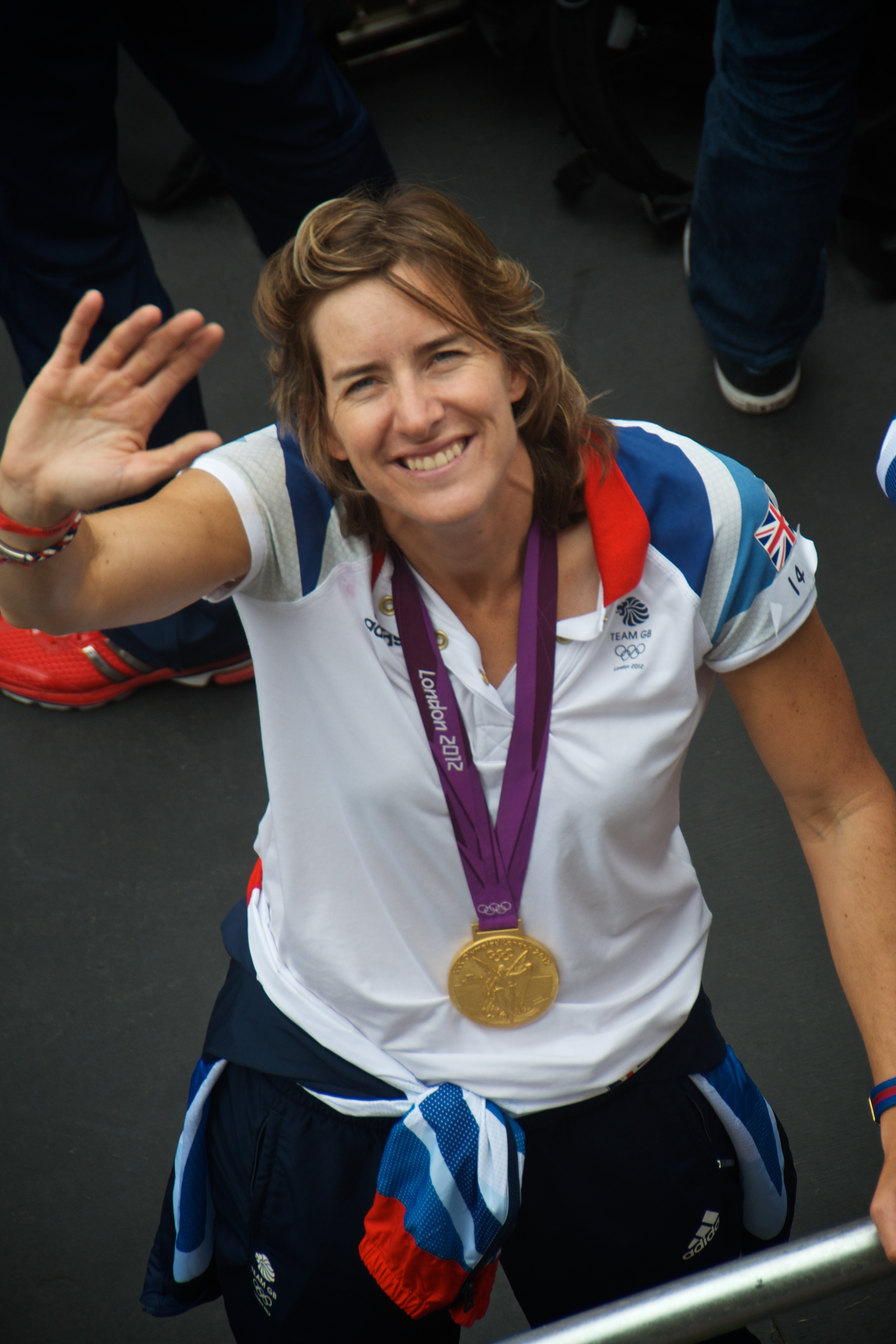
… und Katherine Grainger (GBR)

### Finale B
3. August 2012, 11:30 Uhr MESZ

Anmerkung: zur Ermittlung der Plätze 7 bis 10
| Platz | Boot        | Besatzung                         | Zeit (min) |
| ----- | ----------- | --------------------------------- | ---------- |
| 7     | Tschechien  | Lenka Antošová, Jitka Antošová    | 7:24,93    |
| 8     | Niederlande | Inge Janssen, Elisabeth Hogerwerf | 7:29,57    |
| 9     | Deutschland | Tina Manker, Stephanie Schiller   | 7:33,32    |
| 10    | Ukraine     | Hanna Krawtschenko, Olena Burjak  | 7:36,65    |

### Finale A
3. August 2012, 13:10 Uhr MESZ

Anmerkung: zur Ermittlung der Plätze 1 bis 6
| Platz | Boot               | Besatzung                            | Zeit (min) |
| ----- | ------------------ | ------------------------------------ | ---------- |
| 1     | Großbritannien     | Anna Watkins, Katherine Grainger     | 6:55,82    |
| 2     | Australien         | Kim Crow, Brooke Pratley             | 6:58,55    |
| 3     | Polen              | Magdalena Fularczyk, Julia Michalska | 7:07,92    |
| 4     | China              | Wang Min, Zhu Weiwei                 | 7:08,92    |
| 5     | Neuseeland         | Fiona Paterson, Anna Reymer          | 7:09,82    |
| 6     | Vereinigte Staaten | Margot Shumway, Sarah Trowbridge     | 7:10,54    |

Das Finale ergab den ersten Olympiasieg eines britischen Bootes im Doppelzweier der Frauen. Erstmals gab es eine Medaille für ein australisches und ein polnisches Boot in dieser Bootsklasse. Katherine Grainger nahm zum vierten Mal an Olympischen Spielen teil. Nach drei Silbermedaillen im Doppelvierer (2000 und 2008) und im Zweier ohne Steuerfrau (2004) gewann sie im Doppelzweier ihr erstes Gold.